# Quaderns de l'exili
Quaderns de l'exili fue una revista mensual en catalán publicada en Coyoacán (Ciudad de México) de 1943 a 1947, financiada por el mecenas Joan Linares i Delhom, como sucesora de la Full Català, publicado en Ciudad de México. Inicialmente tenía una tirada de mil ejemplares, pero llegó a los cuatro mil. Su distribución era gratuita, su temática era política, y los directores fueron Joan Sales i Vallès y Lluís Ferran de Pol, con la colaboración de Raimon Galí y Josep María Ametlla , grupo de escritores del Full Català.
Defendieron la unidad de los Países Catalanes en una sola nación -Cataluña, Valencia y Baleares son tres países y una sola nación-, con un ejército propio, que tenía que luchar con los aliados durante la Segunda Guerra Mundial; propusieron una fórmula confederal con España, un régimen de igualdad social y económica y se declararon antinoucentistes. La revista quería dar un sentido, catalán y crítico, a la tragedia de la guerra civil española.
En su contenido, se incluían secciones fijas dedicadas a textos literarios, crítica de libros, ensayo histórico y militar y un buen noticiario catalán de toda América (La Gaceta del exilio) y también se informaba sobre las actividades antifranquistas en Cataluña.
Reivindicaron figuras como Jacinto Verdaguer, Miquel Costa i Llobera, Josep Torras i Bages o Joaquim Ruyra. Polemizaron con Joan Oliver, Amadeu Hurtado y Rafael Tasis. Entre otros, colaboraron Pere Calders, Abelard Tona, Avel·lí Artís-Gener, Vicenç Guarner, Enric Pérez i Farràs, Vicenç Riera Llorca, Pere Bosch i Gimpera, Jordi Arquer y Josep Pijoan. También recibió la adhesión de Pompeu Fabra, Francesc Cambó, Joan Coromines y Pau Vila, entre otros. Dejó de publicarse cuando se repatriaron la mayoría de los fundadores.